# Воронежская провинция
Воронежская провинция — одна из провинций Российской империи. Центр — город Воронеж.
Воронежская провинция была образована в составе Азовской губернии по указу Петра I «Об устройстве губерний и об определении в оныя правителей» в 1719 году. В состав провинции были включены города Воронеж, Верхососенский, Дёмшинск, Землянск, Коротояк, Костенск, Ольшанск, Орлов, Острогожск, Урыв, Усерд, Усмань, Битютские и Корецкие волости, крепости Транжамент, Павловская, Тавров и Хопёрская.
В 1725 году Азовская губерния, куда входила Воронежская провинция, стала именоваться Воронежской.
В ноябре 1775 года деление губерний на провинции было отменено.